# Zanclea tipis
Zanclea tipis är en nässeldjursart som beskrevs av Puce et al. 2002. Zanclea tipis ingår i släktet Zanclea och familjen Zancleidae. Inga underarter finns listade i Catalogue of Life.